# Малофёдоровка (Николаевская область)
Малофёдоровка (укр. Малофедорівка) — село в Баштанском районе Николаевской области Украины.
Население по переписи 2001 года составляло 23 человека. Почтовый индекс — 56010. Телефонный код — 5164. Занимает площадь 0,356 км².

## Местная власть
56000, Николаевская обл., Баштанский р-н, пгт Казанка, ул. Мира, 228